# Nash Rambler
De Nash Rambler is een personenauto die door de Amerikaanse autofabrikant Nash, de autoafdeling van Nash-Kelvinator, geproduceerd werd van 1950 tot 1954. De Rambler werd aangeboden als sedan, stationwagen en cabriolet.
In 1954 fuseerde Nash-Kelvinator met de Hudson Motor Car Company tot American Motors Corporation (AMC). De Nash Rambler werd vervolgens door AMC gebouwd tot 1955.
De Nash Rambler vestigde een nieuw segment op de Amerikaanse automarkt en wordt algemeen erkend als de eerste succesvolle moderne Amerikaanse auto in de compacte middenklasse. De originele Rambler introduceerde ook het concept van de kleine maar luxueuze auto.
De Nash Rambler uit 1950 tot en met 1955 was het eerste model dat op basis van dit platform werd geproduceerd. Met behulp van dezelfde productielijn introduceerde AMC in 1958 de bijna identieke Rambler American.

## Geschiedenis
De Nash Rambler werd in april 1950 geïntroduceerd en was aanvankelijk alleen verkrijgbaar als cabriolet. De auto was net iets lager geprijsd dan zijn directe concurrenten en bood bovendien een meer uitgebreide standaarduitrusting. Dit was een weloverwogen strategie om te vermijden dat de Rambler als een "goedkoop klein autootje" werd aanzien.
De Ramber werd aangedreven door een 2,8-liter zes-in-lijn zijklepmotor met een vermogen van 61 kW (82 pk). Zonder het extra gewicht van een dak, en met een (voor die tijd) gestroomlijnde carrosserie haalde de Rambler een verbruik van slechts 7,8 L/100 km.
Het assortiment werd in 1951 uitgebreid met een tweedeurs stationwagen en een tweedeurs hardtop die de naam Country Club kreeg. Deze waren beschikbaar in twee uitrustingsniveaus: Custom en Super. In 1952 kwam er nog een tweedeurs bestelwagen bij: de Deliveryman.

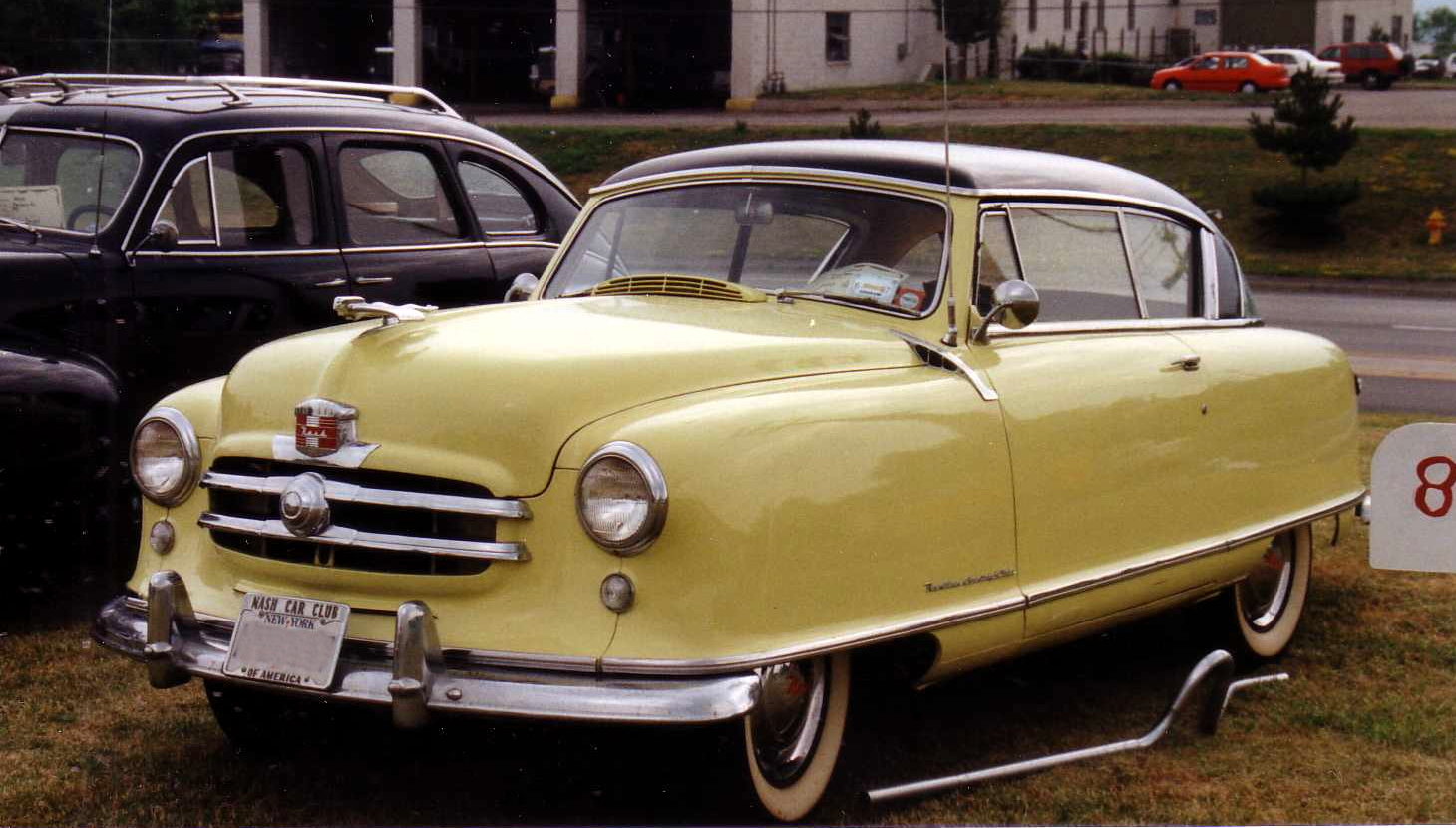
Nash Rambler tweedeurs hardtop
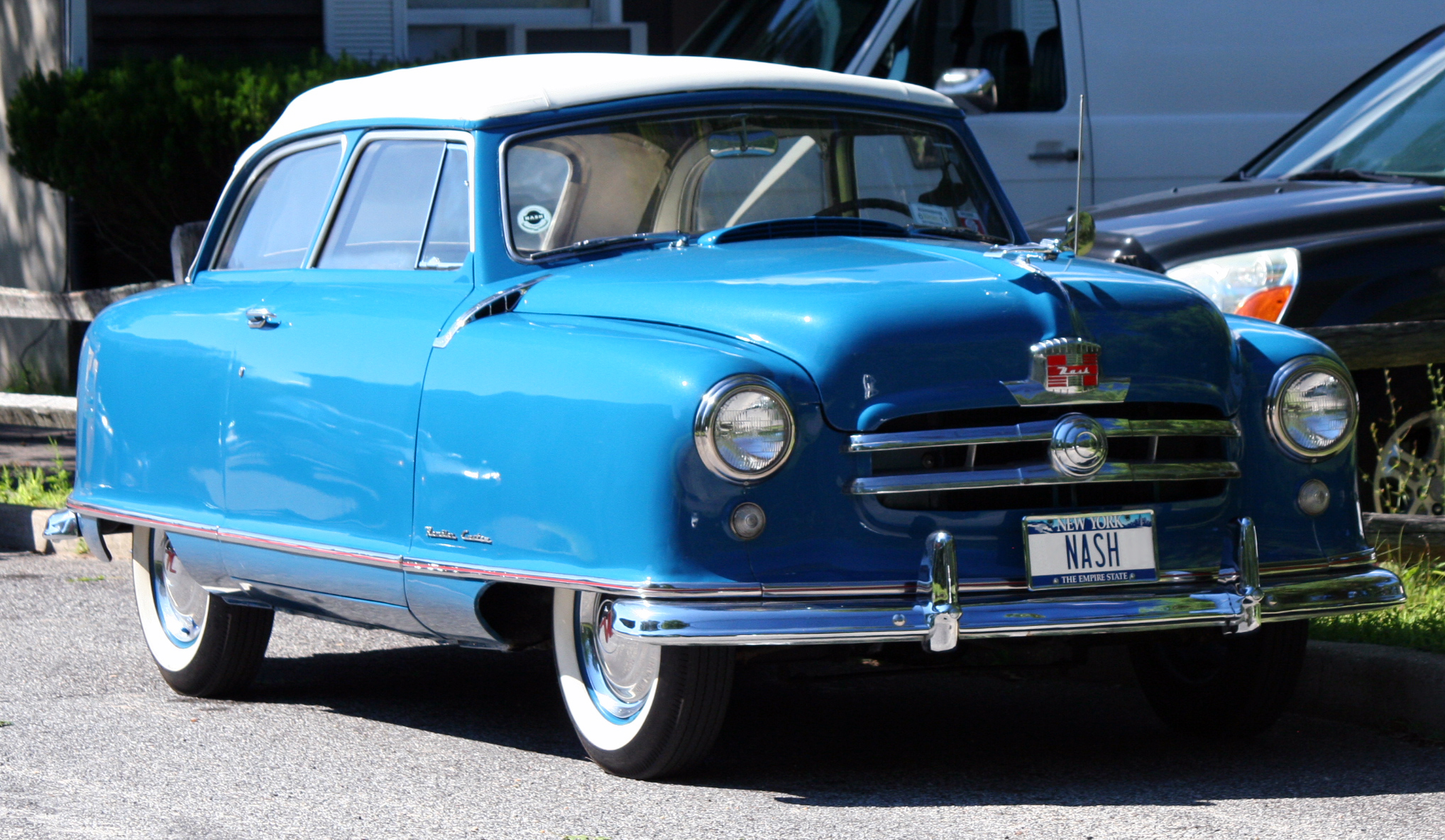
Nash Rambler Landau cabriolet
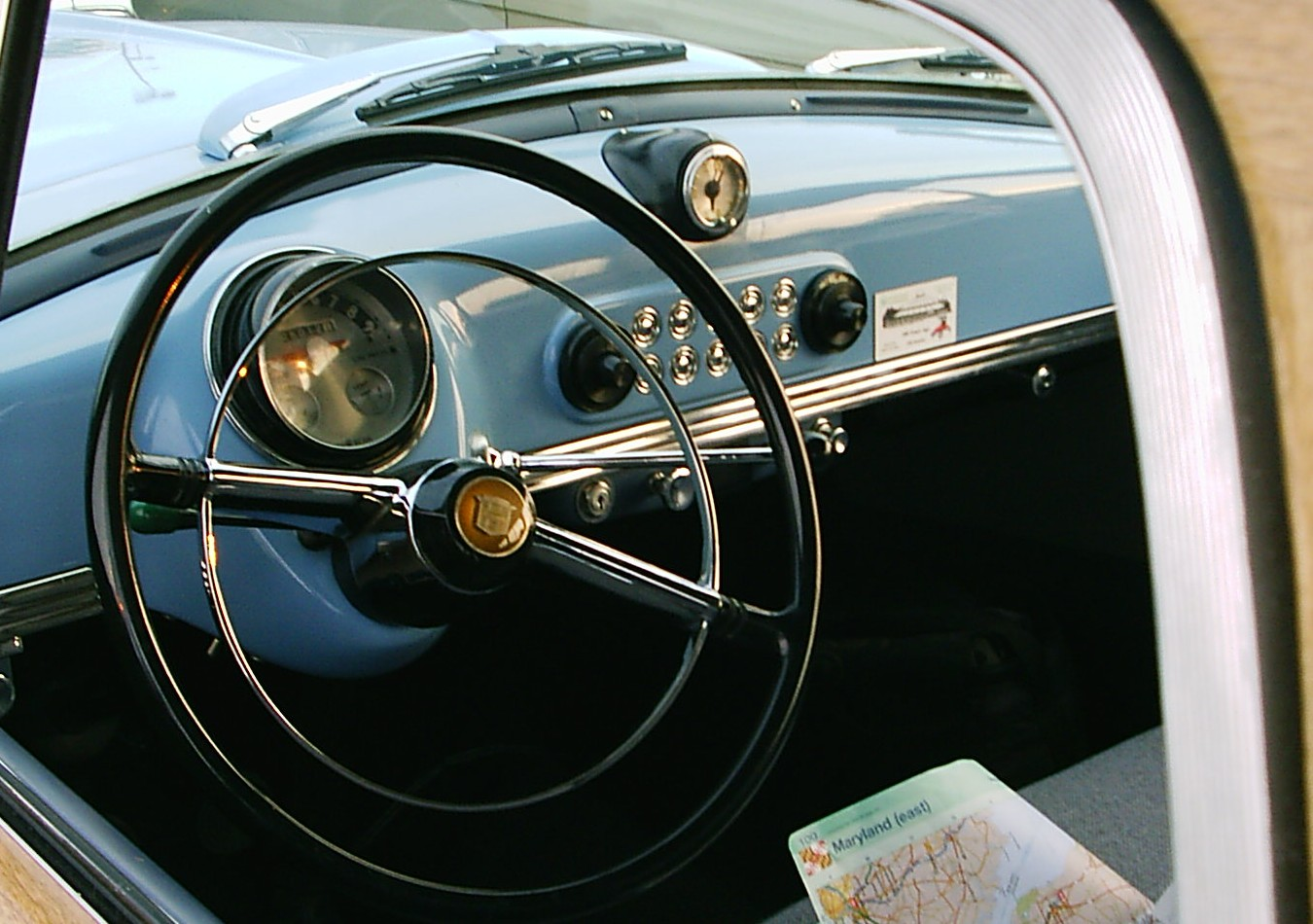
Nash Rambler, interieur

In 1953 kreeg de Ramber een facelift die veel gelijkenis vertoonde met de grotere modellen van Nash. De motorkaplijn werd verlaagd en kreeg een nieuw optioneel motorkapornament. Het motorenaanbod bestond nu uit een 3,0-liter zes-in-lijnmotor van 63 kW (86 pk) gekoppeld aan een manuele versnellingsbak en een 3,2-liter zes-in-lijnmotor van 67 kW (91 pk) gekoppeld aan een automatische versnellingsbak. Verwarming, ventilatie en een radio behoorden tot de standaard uitrusting.
Na uitsluitend tweedeursmodellen geproduceerd te hebben, bood Nash vanaf 1954 ook een vierdeurs sedan en stationwagen aan. Deze vierdeurs carrosserievarianten reden op een langere wielbasis. In navolging van de toenmalige gangbare praktijken werden de verwarming en de radio nu optioneel gemaakt. Ook nieuw in de lijst met opties was de voor die tijd revolutionaire airconditioning van Nash die verwarming, ventilatie en airconditioning integreerde in één systeem.  

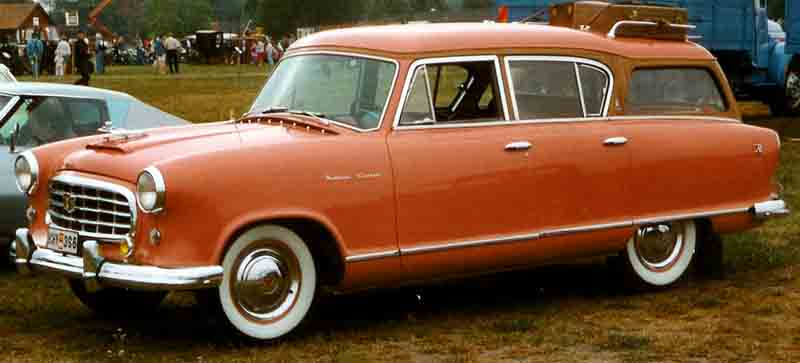
Nash Rambler vierdeurs stationwagen (facelift)
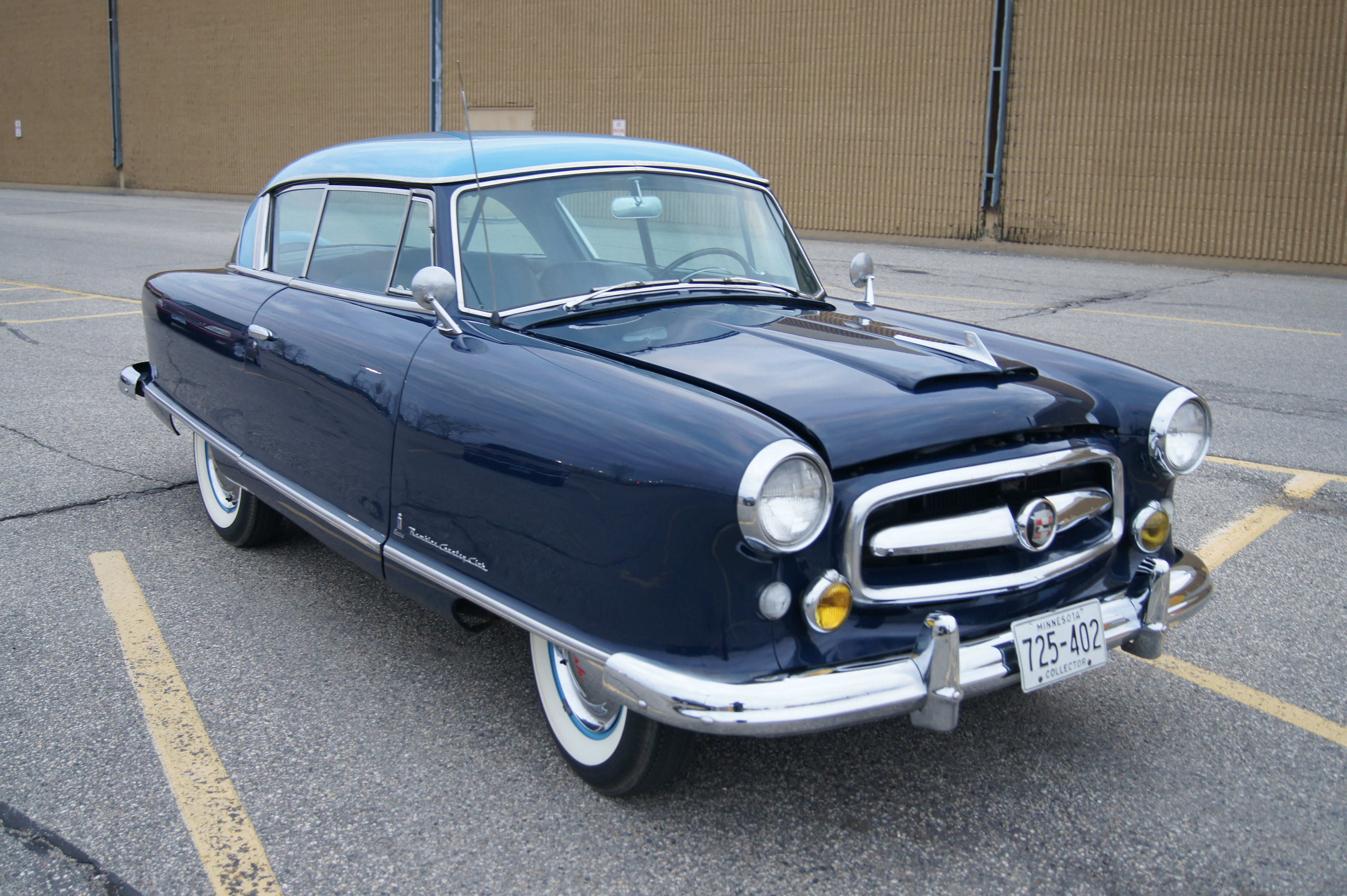
Nash Rambler tweedeurs hardtop (facelift)
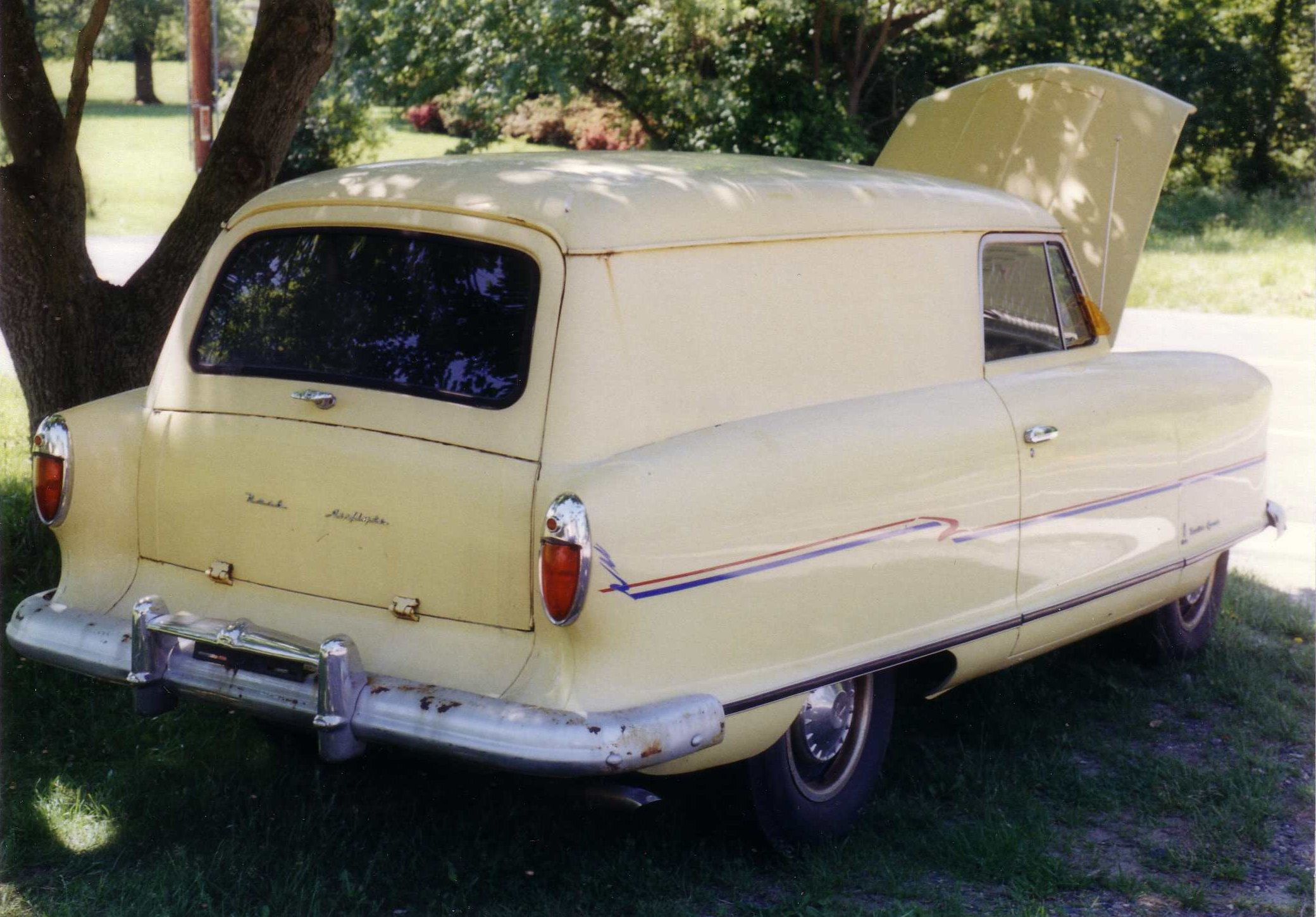
Nash Rambler tweedeurs bestelwagen (facelift)

De meest in het oogspringende wijziging in 1955 waren de opengewerkte voorspatborden, wat ervoor zorgde dat de draaicirkel 2 m korter werd. Na de fusie van Nash en Hudson Motor Car Company tot het nieuwe bedrijf American Motors Corporation (AMC) werd de Nash Rambler ook door Hudson verkocht, waar hij de Hudson Jet opvolgde. De Nash Rambler en de Hudson Rambler waren identiek, op de merknaam en de emblemen na.

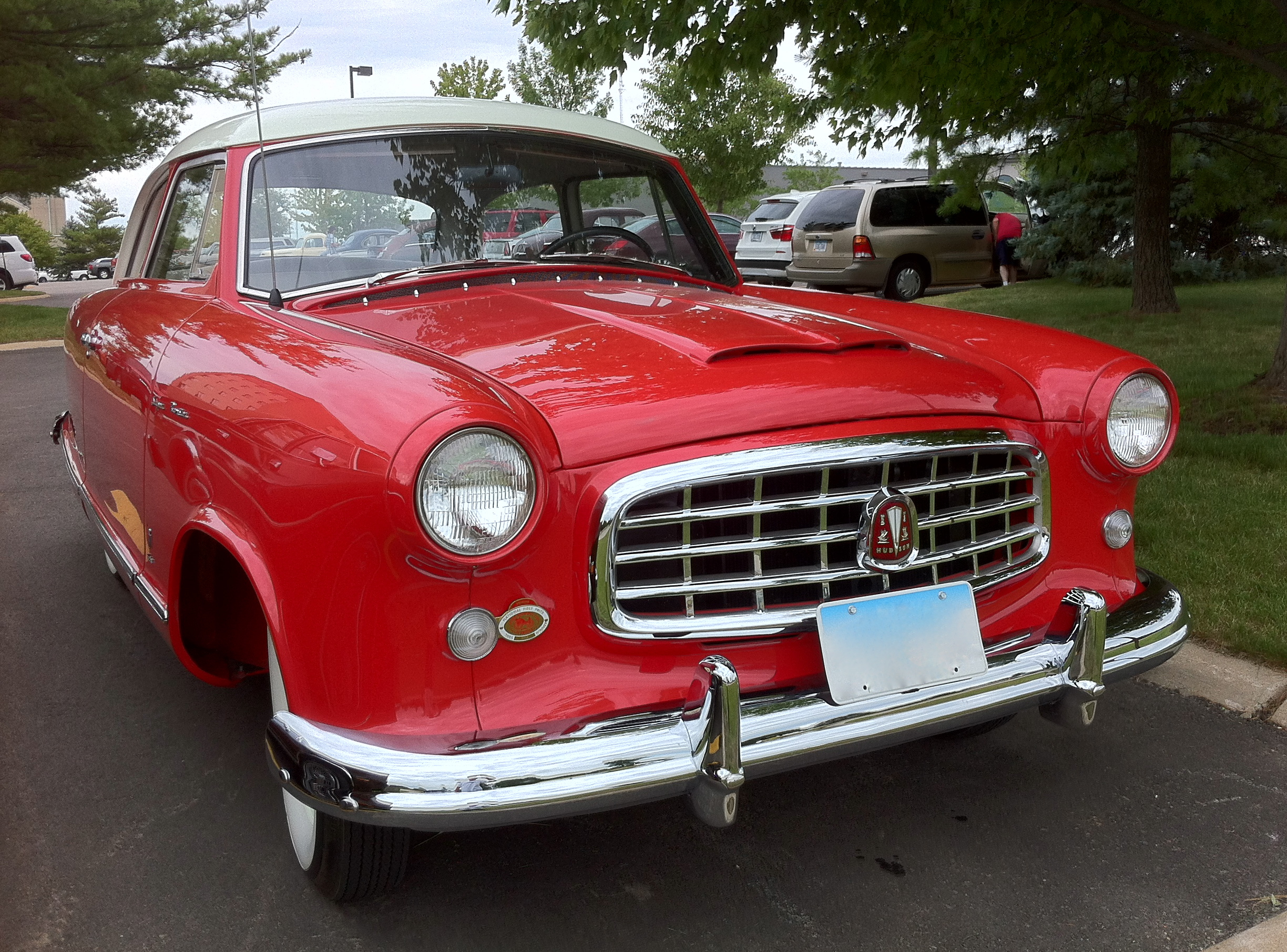
Hudson Rambler tweedeurs sedan (1955)
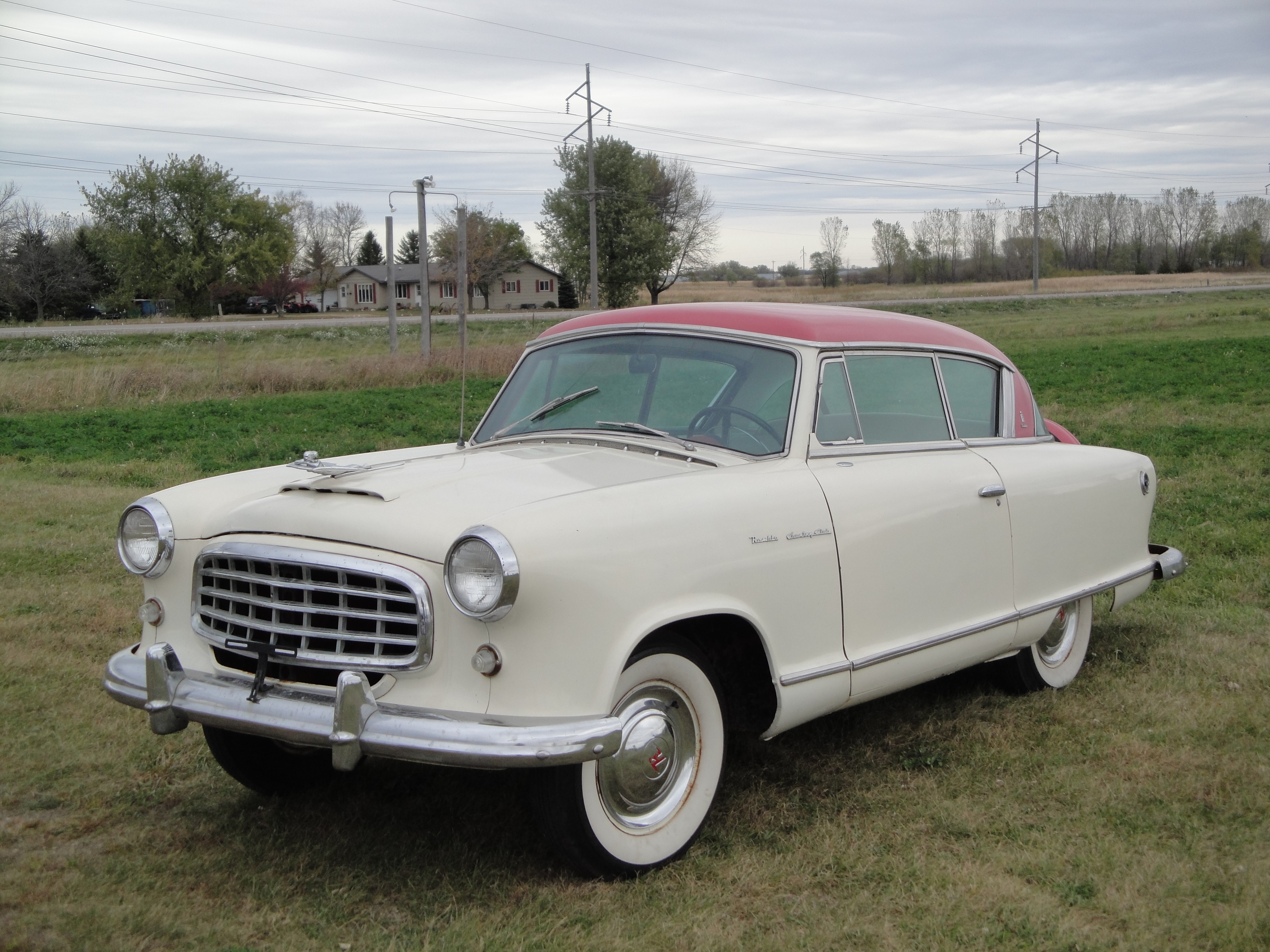
Hudson Rambler tweedeurs hardtop (1955)

Op de Amerikaanse binnenlandse markt steeg de vraag naar steeds grotere auto's waardoor de compacte Rambler-lijn geen toekomst meer had. In 1955 werd de productie stopgezet. AMC verlegde de focus naar de geheel nieuwe, grotere Rambler die in 1956 op de markt kwam. Deze situeerde zich in de middenklasse om te kunnen concurreren met de grotere modellen van Ford, General Motors en Chrysler. De nieuwe Rambler gebruikte de wielbasis van het vierdeursmodel maar was langer dan zijn voorganger.
In 1957 werd Rambler een onafhankelijk merk, de merknamen Nash en Hudson werden geschrapt.